# Ehagua cruenta.
Ehagua cruenta. är en insektsart som beskrevs av Gmelin 1789. Ehagua cruenta. ingår i släktet Ehagua och familjen dvärgstritar. Inga underarter finns listade i Catalogue of Life.